# Castel Rigone Calcio
El Castel Rigone Calcio fue un club de fútbol de Italia, con sede en Castel Rigone, en Umbría. Fue fundado en 1998 y desapareció en 2014.

## Historia
Fue fundado en el año 1998 en Castel Rigone, aunque su sede estaba en la ciudad de Gubbio. Ha pasado desapercibido en las divisiones amateur de Italia hasta la temporada 2012/13, donde obtuvieron el ascenso a la Lega Pro Seconda Divisione por primera vez en su historia.

## Palmarés

### Torneos interregionales
- Serie D (1): 2012-13 (Grupo E)

### Torneos regionales
- Promozione Umbria (1): 2001-02
- Prima Categoria Umbria (1): 2000-01 (Grupo A)
- Seconda Categoria Umbria (1): 1999-00
- Copa Italia de Aficionados Umbria (1): 2008-09

### Torneos provinciales
- Terza Categoria Perugia (1): 1998-99

- Datos: Q4647368